# Modesto A. Guinart López
Gral. Modesto A. Guinart López fue un militar mexicano que participó en la Revolución mexicana. Nació en Veracruz. Se unió a la Revolución Mexicana en la División de Oriente. Participó en la desocupación del puerto de Veracruz por las fuerzas estadounidenses en 1914. Fue comandante de la Zona Militar de Veracruz y Subsecretario de la Defensa Nacional.